# Wilhelminabank (Baarn)
De Wilhelminabank is een gedenkbank aan de Brink in Baarn in de provincie Utrecht. De bank is een gemeentelijk monument.
De Wilhelminabank is een bakstenen herdenkingsbank bij het oude gemeentehuis op de Brink, ter gelegenheid van het zilveren regeringsjubileum van koningin Wilhelmina. De bank heeft natuurstenen ornamenten die gemaakt zijn door de Haarlemse beeldhouwer Theo van Reijn. Deze tonen een wapen met een oranjeboom, twee kleine herten en de tekst 'Koningin Wilhelmina'. De op de steen tussen de beide zithelften aangebrachte jaartallen 1898 en 1923 zijn verdwenen. De bank werd op 2 augustus 1923 onthuld door prinses Juliana. Aanwezig waren verder onder anderen koningin Wilhelmina, de jarige koningin-moeder Emma, prins Hendrik, burgemeester Van Reenen en beeldhouwer Van Reijn. Bij de onthulling werd Van Reijn voorgesteld aan de koninklijke familie en werd koningin Wilhelmina door een koor van ruim 400 kinderen toegezongen.
Het massieve, bijna onverplaatsbare beeld van bijna 16000 kg is gemaakt om het thema 'Rust' te versterken. In de Tweede Wereldoorlog werd de bank echter verplaatst naar de Spoorweglaan. Op last van de Duitse bezetter moesten namen die verwezen naar het huis van Oranje letterlijk uit het straatbeeld verdwijnen. Veel straatnamen kregen zo een andere naam. Na de oorlog werd de Spoorweglaan omgedoopt in Gerrit van der Veenlaan, naar verzetsheld Gerrit van der Veen.
In 1977 werd de Wilhelminabank op initiatief van de Historische Kring Baerne weer teruggeplaatst naar haar huidige plek bij de Pauluskerk op de Brink. 
In 2024 werd de bank gerenoveerd. De originele tegel of een goede afbeelding daarvan die in het midden van de bank zat en ooit is verwijderd bleek onvindbaar.